# Show Your Love (歌曲)
〈Show Your Love〉是臺灣歌手蔡依林的歌曲，收錄於其第三張錄音室專輯《Show Your Love》。該歌曲由陳靜楠作詞、李偉菘作曲及製作。該歌曲作為專輯單曲於2000年12月13日由環球音樂和大聲音樂發行。

## 背景和發行
2000年7月11日，蔡依林前往美國紐約茱莉亞學院參加為期兩個月的發聲課程。同年11月24日，媒體報導蔡依林已完成新專輯錄製。12月7日，媒體透露該專輯將於當月22日發行。同年12月13日，蔡依林發行專輯《Show Your Love》同名單曲，為2000年電影《鬼靈精》中文主題曲。

## 創作和錄製
〈Show Your Love〉是一首派對舞曲，並邀請八位黑人和聲歌手參與和聲錄製，其聲音節奏感為歌曲增添效果。

## 音樂影片
2000年12月12日，該歌曲的MV於奇摩、PChome、蕃薯藤、雅虎、新浪等網站上發布。該MV亦在臺灣70間時間廊、臺灣北部「依林戰號車」的一百寸LED屏幕、臺灣中部十間東信電訊門市及高雄漢神百貨戶外屏幕循環播出。該MV由林錦和執導，內含14名舞者，呈現熱鬧的音樂派對氛圍，蔡依林在其中以吊鋼絲表演空中舞蹈，展現輕快律動。

## 現場表演
2000年12月31日，蔡依林於臺北市舉辦的「統一夢公園千禧之愛跨世紀演唱會」演唱〈Show Your Love〉。2001年3月22日，蔡依林錄製日本富士電視台在東京舉辦的綜藝節目《Asia Super Live》演唱該歌曲，節目於同月27日播出。同年6月9日，蔡依林於臺北市「封神榜萬人演唱會」演唱〈Show Your Love〉。

## 發行歷史
| 地區 | 日期           | 格式     | 經銷商   |
| ---- | -------------- | -------- | -------- |
| 臺灣 | 2000年12月13日 | 電台播放 | 環球音樂 |